# NGC 639
NGC 639 est une vaste galaxie spirale située dans la constellation du Sculpteur. NGC 639 a été découverte par l'astronome britannique John Herschel en 1834.

## Caractéristiques
Sa vitesse par rapport au fond diffus cosmologique est de 5 649 ± 22 km/s, ce qui correspond à une distance de Hubble de 83,3 ± 5,8 Mpc (∼272 millions d'al).
À ce jour, quatre mesures non basées sur le décalage vers le rouge (redshift) donnent une distance de 113,925 ± 23,495 Mpc (∼372 millions d'al), ce qui est tout juste à l'extérieur des valeurs de la distance de Hubble.
La classe de luminosité de NGC 639 est I.

## Paire de galaxies
Les distances de Hubble des galaxies NGC 639 et NGC 642 sont égales au centième près. C'est une paire confirmée de galaxies,.